# John Waldegrave, 3. hrabě Waldegrave
John Waldegrave, 3. hrabě Waldegrave (John Waldegrave, 3rd Earl Waldegrave, 3rd Viscount Chewton, 4th Baron Waldegrave of Chewton, 7th Baronet Waldegrave of Hever Castle) (28. dubna 1718 – 24. října 1784) byl britský generál, dvořan a politik ze starého šlechtického rodu Waldegrave, mimo jiné patřil k nemanželskému potomstvu krále Jakuba II. Od mládí sloužil v armádě a zúčastnil se dynastických válek v Evropě, souběžně zastával čestné posty u dvora, dosáhl hodnosti generála a zastával vysoké funkce u dvora manželky Jiřího III. V mládí byl též poslancem Dolní sněmovny, po starším bratrovi jako dědic hraběcího titulu vstoupil v roce 1763 do Sněmovny lordů.

## Životopis
Byl druhorozeným synem diplomata 1. hraběte Waldegrave (1684–1741), po němž byl mimo jiné pravnukem Jakuba II. Od roku 1735 sloužil v armádě a již v roce 1739 byl kapitánem. Za války o rakouské dědictví dosáhl hodnosti plukovníka, byl zraněn v bitvě u Fontenoy a stal se pobočníkem vévody z Cumberlandu. V letech 1747–1763 byl členem Dolní sněmovny a zároveň lordem komořím Jiřího II. Jako důstojník se aktivně zúčastnil sedmileté války, v níž dosáhl hodností generálmajora (1757) a generálporučíka (1760), od roku 1761 do smrti zastával post guvernéra v Plymouthu. Po starším bratrovi zdědil titul hraběte a vstoupil do Sněmovny lordů (1763), později byl nejvyšším štolbou královny Charlotty (1770–1784) a v roce 1772 byl povýšen na generála. V letech 1781–1784 byl lordem místodržitelem v hrabství Essex, kde vlastnil statky včetně hlavního rodového sídla
Jeho manželkou byla od roku 1751 Elizabeth Leveson-Gower (1723–1784), dcera 1. hraběte Gowera. Měli spolu čtyři děti. Starší syn George Waldegrave (1751–1789) byl dědicem hraběcího titulu, mladší William Waldegrave (1753–1825) dosáhl v námořnictvu hodnosti admirála a titulu barona Radstocka. Dcera Elizabeth (1758–1823) se provdala za 5. hraběte z Cardiganu, který zastával vysoké funkce u královského dvora.
Vdova po jeho starším bratrovi, 2. hraběti Waldegrave, Maria Walpole (1736–1807), se podruhé provdala za vévodu z Gloucesteru, mladšího bratra krále Jiřího III. Díky spříznění s rodinou Walpole zdědili Waldegravové v další generaci zámek Strawberry Hill House v Londýně (1811–1883).